# Тітусвілл
Тітусвілл (англ. Titusville) — місто (англ. city) в США, в окрузі Бревард на сході штату Флорида, на узбережжі Атлантичного океану на лагуні річки Індіан західніше острову Мерритт й Кеннеді космічного центру. Населення — 48 789 осіб (2020); агломерації Палм-Бей — Мелбурн — Тітусвілл — 536 357 осіб (2009 рік).
Прізвисько міста — «Космічне місто США». Утворене 1887 року.
Населення власне міста — 44,510 тисяч осіб (2009 рік).
Середньодобова температура липня — +28 °C, січня — +15 °C. Щорічні опади — мм з піком на червень-вересень місяці.

## Географія
Тітусвілл розташований за координатами 28°34′24″ пн. ш. 80°49′10″ зх. д. / 28.57333° пн. ш. 80.81944° зх. д. (28.573368, -80.819404). За даними Бюро перепису населення США в 2010 році місто мало площу 88,73 км², з яких 76,07 км² — суходіл та 12,66 км² — водойми.

## Історія
Корінні народи населяли цю територію протягом тисячоліть, як показало відкриття в 1982 році археологічної пам'ятки Віндовер, яка належить до раннього архаїчного періоду (6000–5000 рр. до н. е.). Через важливість її залишків вона була визначена національною історичною пам'яткою.
Під час зустрічі з європейцями цю територію населяли індіанці племені Аїс, які збирали плоди пальм, кокосливу та ягоди морського винограду. Вони також ловили рибу на річці Індіан, яку іспанські дослідники називали Ріо-де-Аїс. Однак до 1760 року плем'я зникло переважно через інфекційні захворювання, набіги рабів і руйнівну дію рому.
Сполучені Штати придбали Флориду в Іспанії в 1821 році, і семінольські війни затримали заселення частин нової території.
Ця громада спочатку називалася Sand Point, і поштове відділення було відкрито в 1859 році, хоча воно закрилося через кілька місяців. Піонер-поселенець Генрі Т. Тітус прибув у 1867 році з наміром побудувати місто на землі, що належить його дружині Мері Гопкінс Тітус, доньці відомого плантатора з Дерієна, штат Джорджія. Він проклав дороги і в 1870 році збудував Titus House, великий одноповерховий готель поруч із салуном. Він також пожертвував землю для чотирьох церков і будівлі суду, намагаючись отримати місто як центр округу.
Місцева історія свідчить, що Тіт викликав капітана Кларка Райса на гру в доміно, щоб визначити назву міста. Тітус виграв гру, а Сенд-Пойнт був перейменований на Тітусвіль у 1873 році. Місто було зареєстровано в 1887 році, у рік початку будівництва єпископальної церкви Св. Гавриїла, як зазначено в Національному реєстрі історичних місць 1972 року. У якийсь момент Тітусвіль отримав неофіційну назву «Місто церков».
Залізниця Атлантичного узбережжя, Сент-Джонса та Індіан-Рівер досягла Тітусвіля в 1885 році, побудована з Ентерпрайза, Флорида. Він був з'єднаний залізничною лінією із залізницею Джексонвілл, Тампа та Кі-Вест на Ентерпрайз-Джанкшн у сучасному Дебарі, Флорида. Генрі Флаглер розширив свою залізницю Східного узбережжя Флориди на південь від Дейтони, побудувавши станцію в Тітусвіллі в 1892 році. Багато туристів прибули залізницею, щоб насолодитися м'яким зимовим кліматом.
Крім того, залізниця була засобом транспортування місцевих продуктів на північні ринки, а район Індіан-Рівер дедалі більше ставав сільськогосподарським і судноплавним центром ананасів і цитрусових товарів. 1922 року на схід до пляжу Плайалінда був побудований дерев'яний міст.
У жовтні 1918 року офіційні особи Тітусвіля були першими в окрузі, які наказали закрити всі місця зборів, включаючи школи, церкви та кіно, щоб уникнути поширення іспанського грипу.
Починаючи з кінця 1950-х років, зростання мису Канаверал, а пізніше Космічного центру Кеннеді на острові Меррітт, стимулювало зростання економіки, населення та туризму громади. Асоціація з космічною програмою призвела до двох назв міста в 1960-х роках: Space City USA і Miracle City.
Торговий центр Searstown Mall був відкритий у 1966 році. Торговий центр Miracle City Mall був відкритий у 1968 році на площі 32 акра (13 га). Він мав 275 000 квадратних футів (25 500 м2) критої площі.
До 1980-х років в'язниця в будівлі окружного суду стала переповненою. Нова в'язниця була побудована в Шарпсі в 1986 році.
Computer Shopper був заснований у Тітусвіллі в 1979 році Гленном Патчем, спочатку як таблоїд. Пізніше він був розширений як журнал із понад 800 сторінками на випуск. Він виходив у Титусвіллі до вересня 1989 року.[14] Того року операції мали бути перенесені до Нью-Йорка у спільне підприємство між Patch Communications з Тітусвіля та Зіффом Девісом.

### Клімат
| Клімат : Тітусвілл                                                               | Клімат : Тітусвілл | Клімат : Тітусвілл | Клімат : Тітусвілл | Клімат : Тітусвілл | Клімат : Тітусвілл | Клімат : Тітусвілл | Клімат : Тітусвілл | Клімат : Тітусвілл | Клімат : Тітусвілл | Клімат : Тітусвілл | Клімат : Тітусвілл | Клімат : Тітусвілл | Клімат : Тітусвілл |
| Показник                                                                         | Січ.               | Лют.               | Бер.               | Квіт.              | Трав.              | Черв.              | Лип.               | Серп.              | Вер.               | Жовт.              | Лист.              | Груд.              | Рік                |
| Абсолютний максимум, °C                                                          | 31,1               | 33,3               | 34,4               | 36,1               | 38,9               | 39,4               | 39,4               | 38,9               | 37,2               | 36,7               | 33,9               | 31,1               | 39,4               |
| Середній максимум, °C                                                            | 21,1               | 22,2               | 25,0               | 27,2               | 30,0               | 32,2               | 33,3               | 32,8               | 31,7               | 28,9               | 25,6               | 22,2               | 27,7               |
| Середній мінімум, °C                                                             | 10,0               | 11,7               | 13,9               | 16,7               | 20,0               | 22,8               | 23,3               | 23,9               | 23,3               | 20,0               | 16,1               | 12,2               | 17,8               |
| Абсолютний мінімум, °C                                                           | −7,2               | −5                 | −3,3               | 1,7                | 7,2                | 13,3               | 16,1               | 15,6               | 10,6               | 4,4                | −2,8               | −7,2               | −7,2               |
| Норма опадів, мм                                                                 | 63                 | 71                 | 91                 | 71                 | 93                 | 155                | 179                | 185                | 173                | 109                | 88                 | 64                 | 1342               |
| -------------------------------------------------------------------------------- | ------------------ | ------------------ | ------------------ | ------------------ | ------------------ | ------------------ | ------------------ | ------------------ | ------------------ | ------------------ | ------------------ | ------------------ | ------------------ |
| Джерело: Titusville, FL Monthly Weather. липень 2015. Процитовано 24 липня 2015. |                    |                    |                    |                    |                    |                    |                    |                    |                    |                    |                    |                    |                    |

## Демографія
Згідно з переписом 2010 року, у місті мешкала 43 761 особа в 19 017 домогосподарствах у складі 11 741 родини. Густота населення становила 493 особи/км².  Було 22729 помешкань (256/км²).
Расовий склад населення:
| - 80,8 % — білих - 13,5 % — чорних або афроамериканців - 1,4 % — азіатів - 0,5 % — корінних американців - 0,1 % — вихідців з тихоокеанських островів - 1,2 % — осіб інших рас |

До двох чи більше рас належало 2,5 %. Частка іспаномовних становила 6,5 % від усіх жителів.
За віковим діапазоном населення розподілялося таким чином: 20,5 % — особи молодші 18 років, 59,0 % — особи у віці 18—64 років, 20,5 % — особи у віці 65 років та старші. Медіана віку мешканця становила 44,3 року. На 100 осіб жіночої статі у місті припадало 92,7 чоловіків;  на 100 жінок у віці від 18 років та старших — 90,1 чоловіків також старших 18 років.
Середній дохід на одне домашнє господарство  становив 53 694 долари США (медіана — 40 830), а середній дохід на одну сім'ю — 65 660 доларів (медіана — 52 305). Медіана доходів становила 43 914 долари для чоловіків та 32 494 долари для жінок. За межею бідності перебувало 18,8 % осіб, у тому числі 32,0 % дітей у віці до 18 років та 10,0 % осіб у віці 65 років та старших.
Цивільне працевлаштоване населення становило 17 722 особи. Основні галузі зайнятості: освіта, охорона здоров'я та соціальна допомога — 20,1 %, роздрібна торгівля — 13,8 %, мистецтво, розваги та відпочинок — 13,6 %.

## Галерея

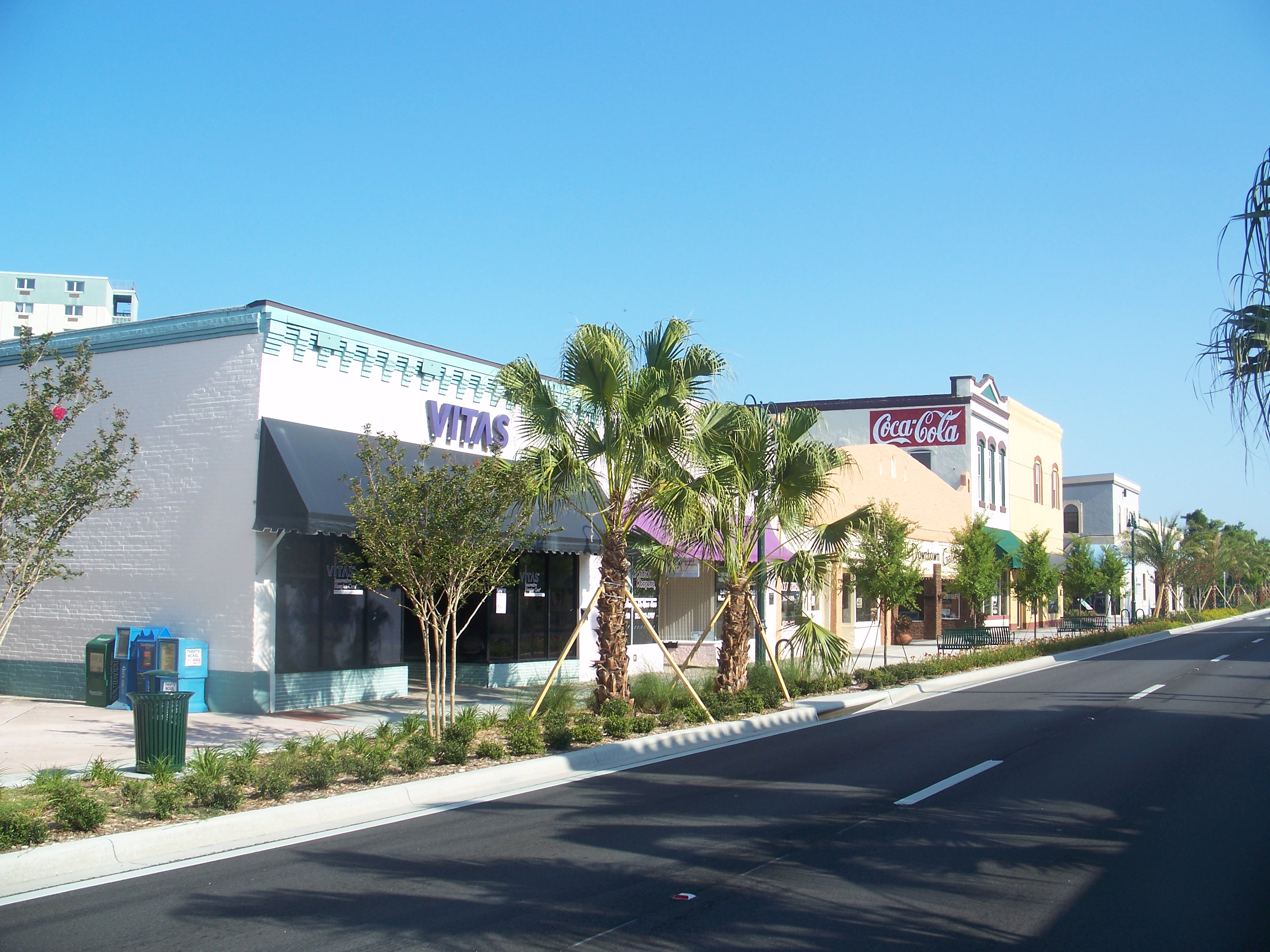
В історичному центрі Тітусвиллю
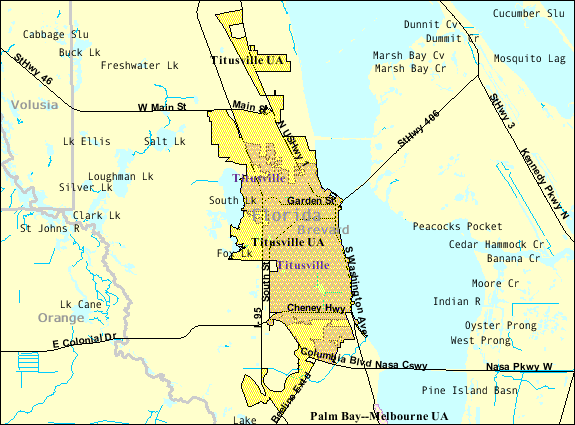
Розташування Тітусвиллю
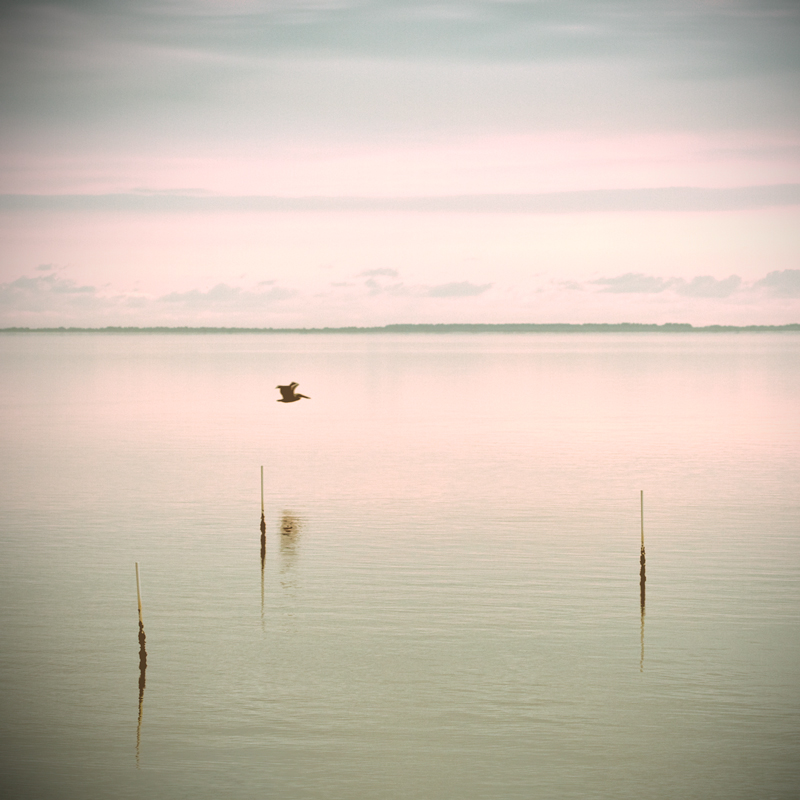
Річка Індіан у Тітусвиллі